# پاول گورلوف
پاول وارطانی گورلوف (روسی: Павел Вартанович Горелов؛ زادهٔ ۲۰ ژانویهٔ ۲۰۰۳ در روستوف-نا-دونو) بازیکن فوتبال در پست هافبک اهل ارمنستان-روسیه است.

## باشگاهی
از باشگاه‌هایی که وی در آن بازی کرده‌است می‌توان به باشگاه فوتبال روستوف اشاره کرد.

## تیم ملی
در مه ۲۰۲۱ وی تیم ملی فوتبال زیر ۲۱ سال ارمنستان دعوت شد.